# Dywizja Strzelców Konnych (Królestwo Kongresowe)

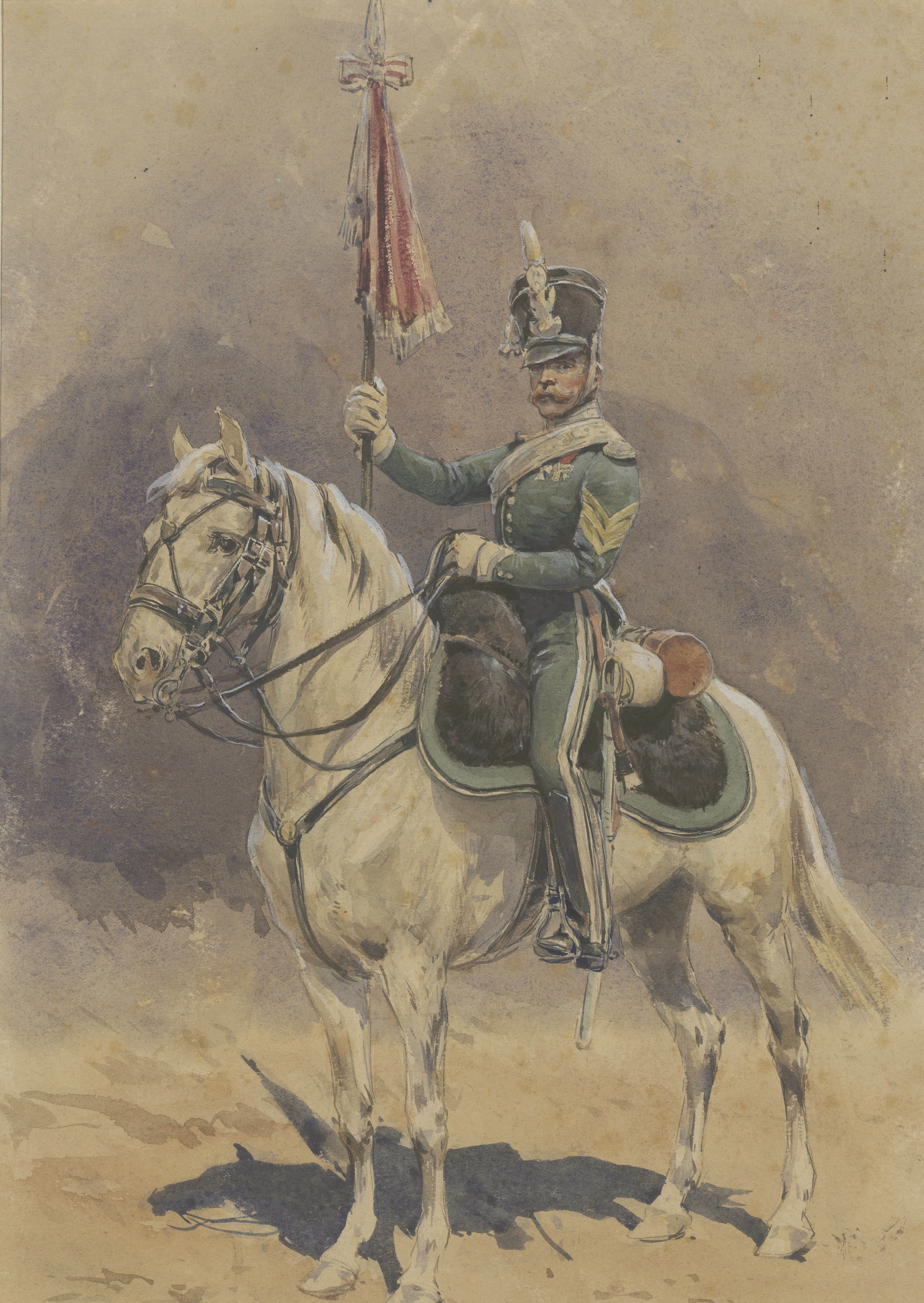
Chorąży strzelców konnych Królestwa Kongresowego (Bronisław Gembarzewski, 1897)

Dywizja Strzelców Konnych – związek taktyczny wojsk Królestwa Polskiego.

## Struktura organizacyjna i obsada personalna
Dywizja razem z Dywizją Ułanów stanowiła Korpus Jazdy Polskiej. Dywizja dzieliła się na cztery pułki. Sztab dywizji znajdował się w Łowiczu.
Dowódcy dywizji
- gen. dyw. Antoni Paweł Sułkowski
- gen. dyw. Stanisław Klicki 1816–1831

1 brygada (Piotrków)

dowódcy brygady
- gen. Jan Nepomucen Umiński
- gen. Konstanty Przebendowski

pułki:

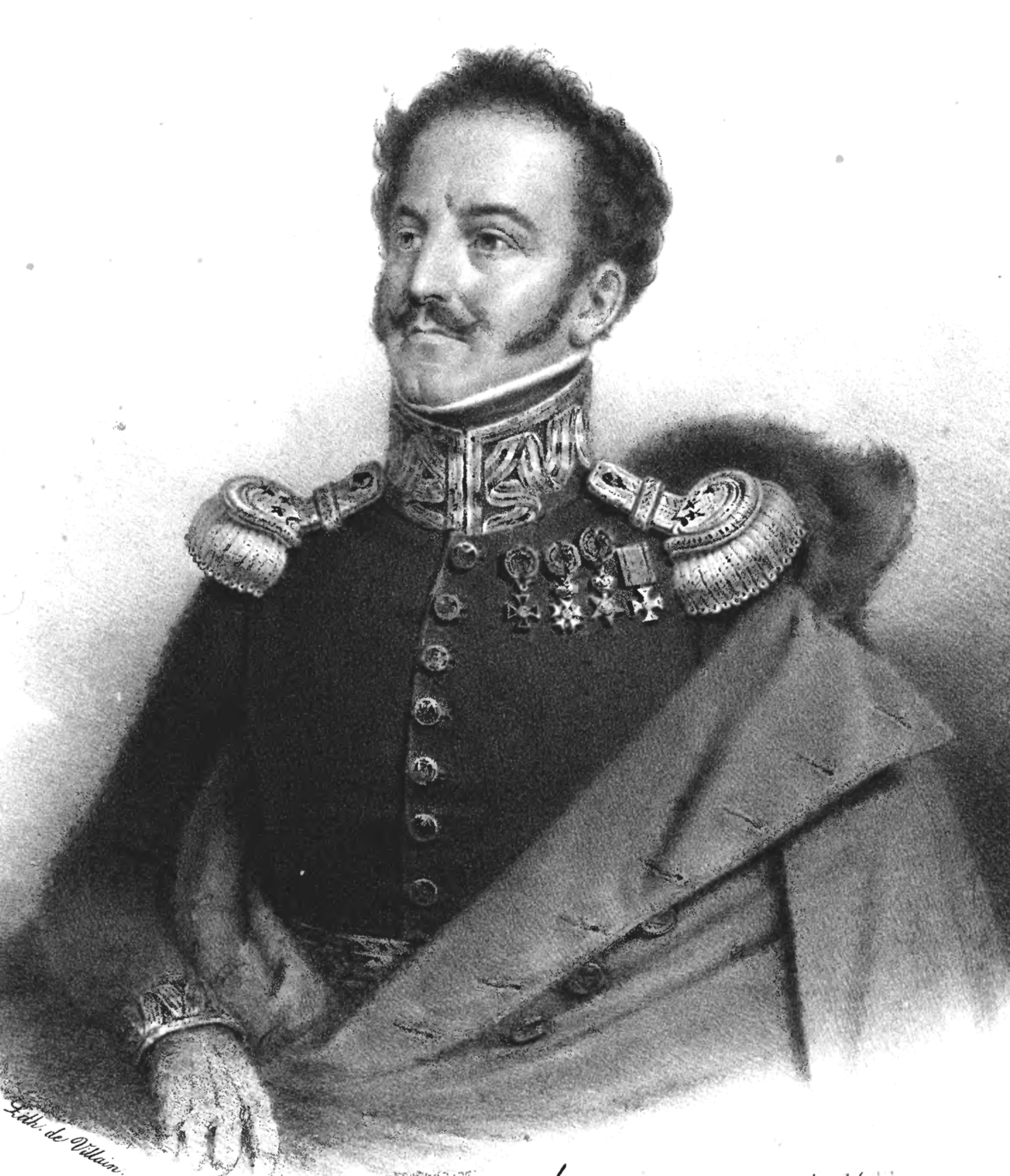
Jan Nepomucen Umiński

- 1 pułk strzelców konnych w Piotrkowie
- 3 pułk strzelców konnych w Warce

2 brygada (Kutno)

dowódcy brygady
- gen. Stanisław Klicki
- gen. Antoni Potocki
- gen. Kazimierz Dziekoński

pułki:
- 2 pułk strzelców konnych w Łowiczu (sztab)
- 4 pułk strzelców konnych w Kutnie

## Uzbrojenie i umundurowanie
Uzbrojenie strzelca konnego składało się z karabinka typu tulskiego, szabli i pistoletów. Mundur był w kolorze ciemnozielonym. Odmienne kolory lampasów, wypustek i wyłogów miał każdy z pułków. Strzelcy konni mieli czapki wysokie, okrągłe z pomponem. Na czapce orzeł i numer pułku.